# Исключительный факт
«Исключительный факт» — рассказ, написанный Максимом Горьким в 1893 году. Впервые рассказ опубликован 25 и 26 ноября 1893 года в нижегородской газете «Волгарь». Входит в цикл рассказов «Маленькие истории». В прижизненные собрания сочинений Горький этот рассказ не включал: впервые он вошёл в первый том полного 25-томного собрания сочинений писателя, изданного в 1968 году.
В основу рассказа положена реальная история о могиле писателя А. С. Гациского. Сам Горький признавался, что не знал Гациского при жизни: характеристика его внешности и манер в «Исключительном факте» является вымышленной.

## Сюжет
Это рассказ о жизни и смерти. Образ смерти в произведении создаётся с помощью кладбища, по которому прогуливается главный герой Николай Петрович Дудочка. И прогулки, которые он совершает каждое воскресенье, являются особенностью нашего героя. И нравятся ему эти прогулки, потому что это место «волнует мысли», заставляет думать: «…он сам себе понравился, как человек, умеющий подумать о жизни и притом думающий совершенно в духе времени».
И в одну из таких прогулок наш герой натыкается на свежую могилу своего знакомого, которого не очень-то любили в обществе. «Старый идеалист», у которого осталось «больше торжествующих врагов, чем опечаленных друзей», — так охарактеризовал его наш герой. Не далеко отойдя, Николай Петрович встречает двух мужиков-крестьян, которые ищет недавнюю могилу. Интересно становится нашему герою, куда же направляются мужики и он возвращается за ними. А уж мужики стоят на коленях у той самой могилы, от которой отошел он недавно, и крестятся.
Из разговора мужиков стало ясно, что считают они покойного благодетелем своим, который ратовал за крестьянство и даже помог одному парню из деревни поступить учиться на доктора. Открытием это стало для нашего главного героя. Вот это открытие и назвал Николай Петрович исключительным фактом.

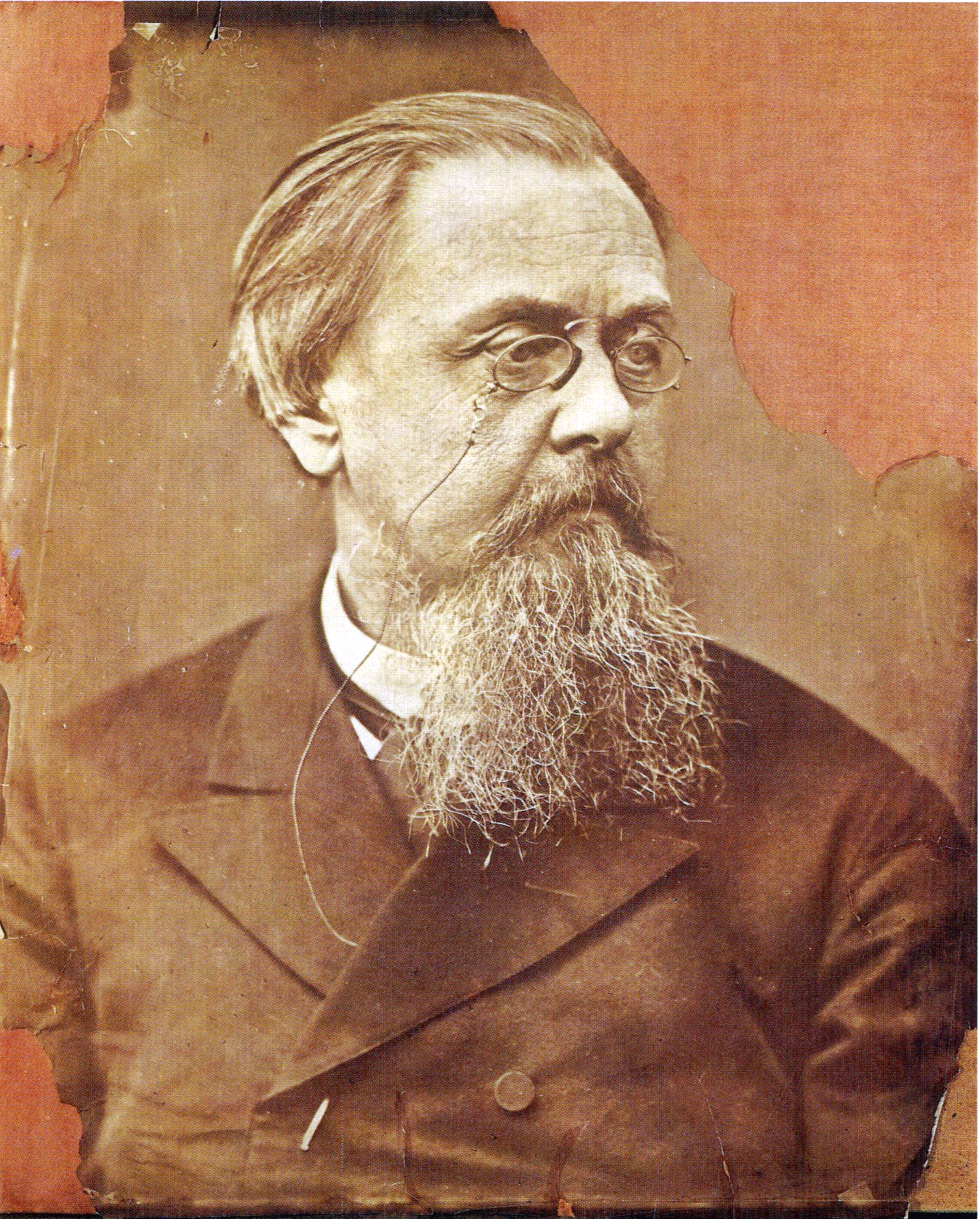
А. С. Гациский — прототип «старого чудака» из рассказа Горького. Фотограф А. О. Карелин.

## Критика
Как отмечает Е. В. Курбакова, этот ранний рассказ Горького представляет собой, как и некоторые его более поздние произведения (например, «Старуха Изергиль») «рассказ в рассказе». Философский пессимизм Дудочки, с одной стороны, направлен против общества, которое не оценило «старого чудака», чью могилу он видит на кладбище. В то же время сам «старый чудак» показан наивным мечтателем, пытавшимся «перестроить жизнь». Глазами Дудочки Горький показывает крестьян, оплакивающих умершего, в негативном свете: это тёмные люди, которые с трудом выражают свои мысли. По мнению Е. В. Курбаковой, Дудочка в этом рассказе является отчасти рупором идей автора: то, чем занимался при жизни «старый чудак» (помощь крестьянам, строительство школ) — это мелкие, несущественные дела, а «перестроить жизнь — это значит по меньшей мере создать нового человека».
Советские исследователи утверждали, что Горький относится к герою-повествователю негативно и «противопоставляет пустозвонству недоучки-философа… неутомимое общественное горение подлинного сподвижника шестидесятников», это «философствующий мещанин», не способный разобраться ни в самом себе, ни в окружающем мире.
По воспоминаниям самого Горького, В. Г. Короленко негативно оценил рассказ.